# Yasm
Yasm은 인텔 x86 아키텍처를 위한 어셈블러 및 역어셈블러이다. 이것은 16비트, 32비트 (IA-32) 그리고 64비트 (x86-64) 프로그램들을 개발하는데 사용될 수 있다. Yasm은 넷와이드 어셈블러 (NASM)를 완전하게 다시 쓴 것이다. Yasm은 일반적으로 NASM과 교환돼서 사용될 수 있으며 x86과 x86-64 아키텍처를 지원한다. 이것은 BSD 허가서 아래 배포된다. 2011년 기준으로 Peter Johnson과 Michael Urman이 개발 중이다.

## NASM과 비교
장점:
- 인텔과 AT&T 문법 모두 입력으로 받아서 어셈블할 수 있다.
- 컴파일러 개발자들을 위한 라이브러리 인터페이스.

단점:
- Yasm은 OMF 객체 지원이 부족하다.

## 같이 보기
- 어셈블러 목록